# Henri Rambaud
Henri Rambaud, né le 21 janvier 1899 à Lyon et mort le 14 février 1974 dans la même ville, est un professeur de lettres français, journaliste et écrivain spécialiste du roman anglais.

## Biographie
Professeur de lettres aux Facultés catholiques de Lyon, il était le fils de Joseph Rambaud, professeur à la faculté catholique et économiste, qui fonda en 1879 le quotidien conservateur Le Nouvelliste.
Après un séjour à Paris, il revient à Lyon en 1932 pour succéder à son frère Régis qui avait pris la direction du Le Nouvelliste. En raison de son âge, il sera nommé rédacteur en chef mais n'aura pas la direction du Groupe de presse. En 1942, alors que Lyon situé en zone libre, est envahi par les allemands, il refuse d'écrire sous censure allemande et propose le sabordage du titre. Mis en minorité au conseil d'administration, il quitte le journal créé par son propre père pour entrer en résistance. Il participe au réseau Témoignage chrétien. Son fils Jacques Rambaud entrera également dans la résistance en 1944 et fera partie de l'armée secrète (l'AS) de Fridefont (Cantal).
S'il partageait avec Charles Maurras une amitié littéraire qui l'amena à témoigner en sa faveur lors du procès de ce dernier devant la Haute Cour en 1945, Henri Rambaud n'adhéra jamais à l'Action française, même s'il donna quelques articles de critique littéraire à ce journal.
Il collabora à La Nouvelle Revue Française de 1924 à 1929, La Revue universelle de Jacques Bainville et Henri Massis, au Bulletin des Lettres et à la revue catholique Itinéraires de Jean Madiran qui lui consacrera un numéro spécial l'année de sa disparition  ainsi qu'un an plus tard la revue L'Astrolabe, sous la plume de François Richard.

## Publications[6]
- avec Pierre Varillon, Enquête sur les jeunes maîtres de la littérature, 1923, édition Blous & Gay
- avec François Derais, L'envers du journal de Gide, 1951 édition le nouveau portique
- La voie sacrée, 1946, édition Lardanchet
- préfaces et présentations : Le rouge et le blanc (Lucien Leuwen) de Stendhal, 1928, les œuvres de La Rochefoucault,  1929, La musique du piano des origines à Ravel de Louis Aguettant, 1954.
- « Un poète lyonnais, Victor de Laprade », monographie du poète de sa région Victor de Laprade, La Revue Fédéraliste, 1921